# 입학

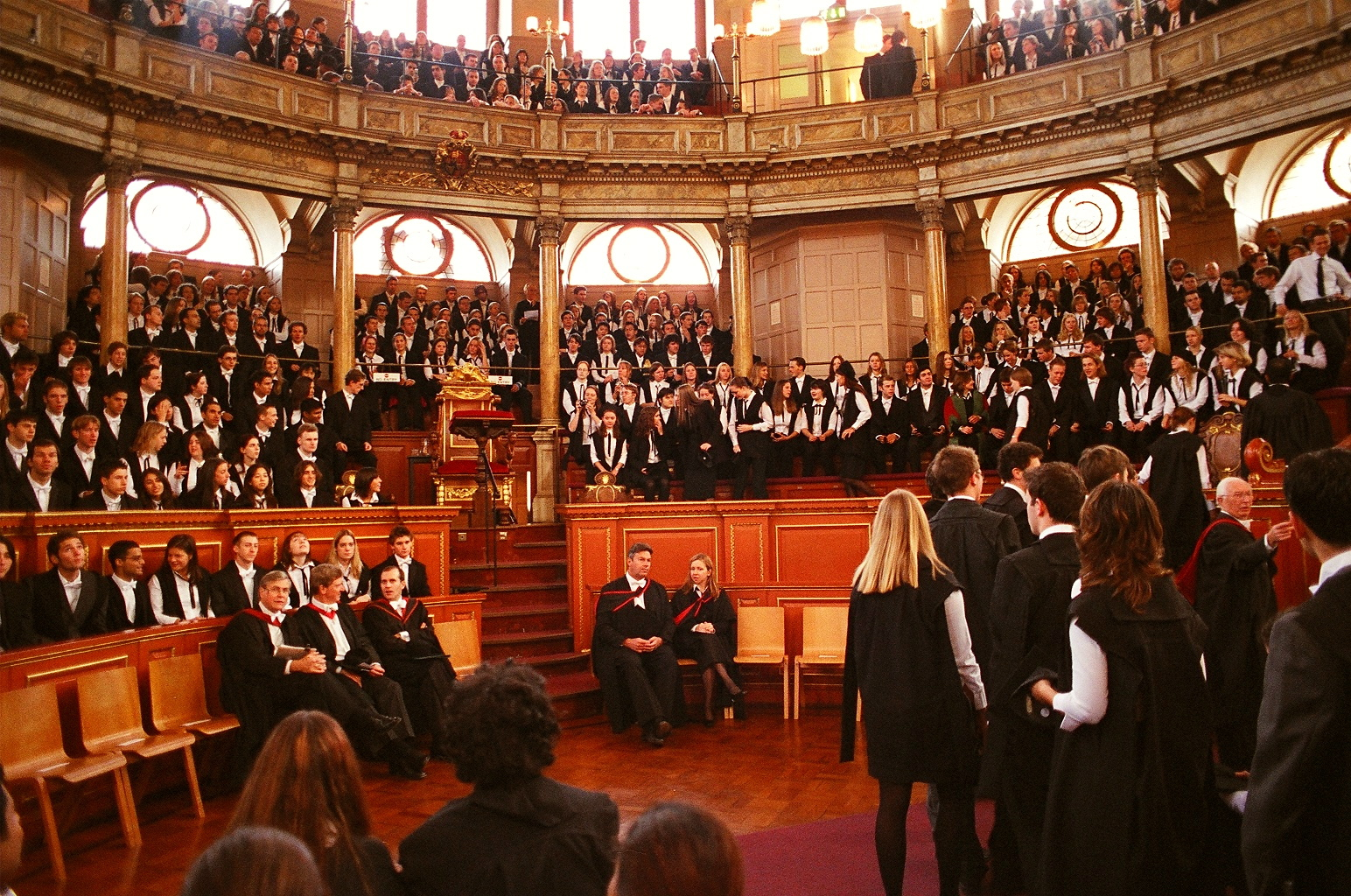
영국 옥스퍼드 대학의 입학식

입학(入學)은 학생이 교육을 받기 위해 학교에 들어가는 것, 또는 반대로 학교 측에서 새로운 학생을 받아들이는 것을 말한다. 
입학을 기념하는 행사를 입학식이라고 하는데, 입학식을 치르고 나면 정식으로 학생 신분을 부여받게 된다.

## 입학식 절차
- 개식
- 국민의례
- 신입생 선서
- 입학 허가선언
- 교장 및 내외빈 축사
- 담임 발표
- 폐식

## 세계의 입학 제도

### 대한민국의 입학 제도
대한민국의 공교육제도에서는 6·3·3·4 학제를 채택하였으며(유치원은 제외), 학생은 초등학교 입학 6년 과정을 거친 뒤에 중학교 3년, 그 뒤에 고등학교 3년 과정을 거치게 된다. 
초등학교에 입학하는 나이는 2010년 현행법 기준으로 만 6세(8세)이며, 보호자의 뜻에 따라 그 시기를 1년 앞당기거나 뒤로 미룰 수 있다.
만 6세라는 기준 나이를 1년 줄여서 만 5세로 하는 방안이 2009년부터 대통령직속 미래기획위원회에 의해 추진되고 있는데, 이에 대해서 찬반의 논란이 있다.
입학 시기는 일반적으로 3월 2일 ~ 3월 4일이다.

### 세계의 입학 제도
여러 나라는 각자의 실정에 따라 다양한 입학 제도를 시행하고 있다. 
OECD 가입국 중 20개 나라의 초등 교육 기관 입학 나이는 2005년 기준으로 영국에서 만 5세, 대한민국 등 16개 나라에서 만 6세, 덴마크 등 세 나라에서 만 7세이다.
학년은 일반적으로 북반구에서는 8~9월에, 남반구에서는 2~3월에 시작한다. 
남반구에 위치한 오스트레일리아는 2월에, 북반구의 대만·독일·미국 등은 8월에 입학을 실시하며 중국, 튀르키예, 영국에서는 9월에 학년을 시작한다. 
예외적으로 대한민국은 3월에, 북한, 일본은 4월에 시작한다.

## 세계의 입학 시기

### 입학 연령
| 4세 | 네덜란드, 영국 |
| 5세 | 뉴질랜드, 오스트레일리아, 인도, 파키스탄, 이란, 터키 |
| 6세 | 노르웨이, 대한민국, 독일, 멕시코, 미국, 시리아, 베트남, 벨기에, 아일랜드, 이탈리아, 오스트리아, 중국, 체코, 캐나다, 포르투갈, 프랑스, 헝가리, 필리핀, 몰타, 스페인, 이집트, 일본, 북한, 싱가포르, 리투아니아, 불가리아, 에스토니아, 스웨덴 |
| 7세 | 덴마크, 핀란드, 스위스, 폴란드 |

### 입학 시기
| 1월  | 말레이시아, 남아프리카 공화국                                                                                    |
| 2월  | 오스트레일리아, 뉴질랜드, 브라질                                                                                 |
| 3월  | 대한민국, 아르헨티나, 칠레                                                                                       |
| 4월  | 북한, 일본, 인도 미조람주, 파키스탄                                                                              |
| 5월  | 태국 |
| 6월  | 인도 |
| 7월  | 인도네시아 |
| 8월  | 멕시코, 방글라데시, 멕시코, 수단                                                                                 |
| 9월  | 중국, 대만, 홍콩, 마카오, 영국, 미국, 캐나다, 프랑스, 이란, 러시아, 튀르키예, 베트남, 라오스, 쿠바, 필리핀, 몽골 |
| 10월 | 독일, 이탈리아, 스페인, 포르투갈, 핀란드, 노르웨이, 루마니아                                                     |
| 11월 | 캄보디아, 소말리아                                                                                               |
| 12월 | 남수단 |

## 세계의 입학식

### 대한민국의 입학식
초·중등교육법 제13조에 의거, 대한민국에서는 입학 전년도 11월에서 12월 사이에 취학이 결정되어 관할 지역 학교의 학생 신분으로 결정되고 난 후 입학하는 해 1월 달에 자신이 거주하는 지방자치단체로 부터 취학통지서를 받게 되며, 분실했을 경우 관할 주민센터를 방문하여 보호자(미성년자에 대하여 친권을 행사하는 사람)의 신분증(주민등록증, 여권, 운전면허증 등)만 제출하면 바로 재발급해준다.
따라서 입학 당해 1월에서 2월 사이 예비소집일에 자신이 받은 취학통지서를 지참하여 배정 받은 본인의 해당 소속 학교를 부모님하고 함께 방문하여 예비신입생으로 등록을 하고 나서, 앞으로 공부하게 될 교실도 둘러보게 되는데, 일종의 학교에 소속감이 생기는 과정이자 면접 과정이다.
만일 예비소집일에 자신이 소속된 학교에 참석하지 않을 경우 관할 시도 교육청의 소재불명아동 실태조사를 거쳐 경찰에 의해 수사를 받게 되며, 자녀를 입학시키지 않을 경우 학부모는 초중등교육법 제68조에 의거하여 처벌을 받게 된다.
입학식은 배정이후 학교에 처음 들어가는 신입생들이, 교장선생님을 비롯한 여러 선생님. 그리고 학교 선배, 학부모 앞에서 '오늘부터 이 학교의 학생이 되겠습니다' 하는 일종의 서약식이다.
거의 대부분은 3월 2일에 행사를 치르는데, 3월 1일은 국가에서 제정한 공휴일(삼일절)이기 때문이다.
만일 그날이 주말(토요일, 일요일)하고 겹칠 경우 그 다음주 월요일(3~4일 경)에 행사를 개최하게 되며, 본 행사를 치르고 나면 정식으로 학생이 된다.
이 시기에 대한민국의 계절은 봄으로, 이 때 아직은 쌀쌀한 날씨 탓에 대부분 점퍼나 코트를 입지만 여자 아이들은 원피스나 스커트를 입고 멋을 내기도 한다.
입학식 때의 학생 복장은 초등학교의 경우 따로 정하지 않은 평상복을 착용하고, 중학교, 고등학교의 경우 교복을 착용하고 입학식을 치른다(신설학교는 교복이 정해질 때까지 평상복을 착용함).

### 세계의 입학식
대부분의 입학식은 학년이 시작되는 봄에 실시하게 된다. 
따라서 북반구에서는 3월 봄철에, 남반구에서는 가을철에 입학식을 하게 된다. 
예외는 대한민국, 일본, 중국, 대만, 홍콩이다(북반구하고 남반구의 계절시기가 서로 반대이기 때문).

## 참고 문헌
1. 1 2  “초·중등교육법 시행령 ［시행 2010. 6.29.］［대통령령 제22234호, 2010. 6.29. 일부개정］”. 법제처. 2010년 6월 29일. 2010년 11월 21일에 확인함.
2. ↑  “(보도자료)미래기획위원회, 이명박 정부의 저출산 대응전략 제시” (HWP). 미래기획위원회. 2009년 11월 25일. 2010년 11월 21일에 확인함.[깨진 링크(과거 내용 찾기)] 해당 게시판[깨진 링크(과거 내용 찾기)] 참조.
3. ↑  
홍지영 (취재), 주용진(영상 취재), 위원양(영상 편집) (2009년 11월 25일). “만5세 조기취학 '찬반논란'…넘어야 할 산 많다”. SBS. 2010년 11월 21일에 확인함.
4. ↑  일제강점기 때는 일본과 같은 4월이었지만 해방 이후 이승만 정부까지 4월에 입학을 실시해오다가 1962년부터 3월로 한 달 앞당겨졌다.
5. ↑  일본에서 4월에 학년이 시작되는 까닭은 일본의 정부회계년도 기준일이 4월 1일로 정해져 있기 때문이다.
6. ↑  그러나 대한민국은 세는나이 관습에 따라 여러 사회적 갈등이 있었고 2009년 이후로는 만 6세가 되더라도 1, 2월생들은 1년 입학을 유예하도록 권고하는 제도가 생겼다. 1, 2월생들은 7세가 되면 입학한다.
7. ↑  김기동 (2009년 12월 6일). “주요국 취학연령… 英만 5세, 대부분 국가는 6세”. 세계일보. 2010년 11월 21일에 확인함. 일부분참조.

## 같이 보기
- 학기
- 졸업
- K-12
- 대학수학능력시험
- 대학 입학